# Топольный
Топольный — посёлок в Топчихинском районе Алтайского края. Входит в состав Кировского сельсовета.

## География
Посёлок расположен в верховье ручья Падун, в 11 км к юго-востоку от центра сельского поселения посёлка Кировский.

## История
Посёлок возник в 1953 г. на месте бывшего 6 лагерного отделения Чистюньлага.

## Население
| 1997 | 1998 | 1999 | 2000 | 2001 | 2002 |
| ---- | ---- | ---- | ---- | ---- | ---- |
| 386  | →386 | ↘372 | ↗377 | ↘355 | ↘321 |
| 2003 | 2004 | 2005 | 2006 | 2007 | 2008 |
| ↗345 | ↘332 | ↗340 | ↗343 | ↗349 | ↘347 |
| 2009 | 2010 | 2011 | 2012 | 2013 |      |
| ↘318 | ↘314 | →314 | ↘295 | ↘293 |      |

Национальный состав
Согласно результатам переписи 2002 года, в национальной структуре населения русские составляли 92 %.